# Sonny Parker (cestista)
Robert S. Parker jr., detto Sonny (Chicago, 22 marzo 1955), è un ex cestista statunitense, professionista nella NBA.
È il padre di Jabari Parker.

## Carriera
Venne selezionato dai Golden State Warriors al primo giro del Draft NBA 1976 (17ª scelta assoluta).